# St. Lukas (Bliesransbach)

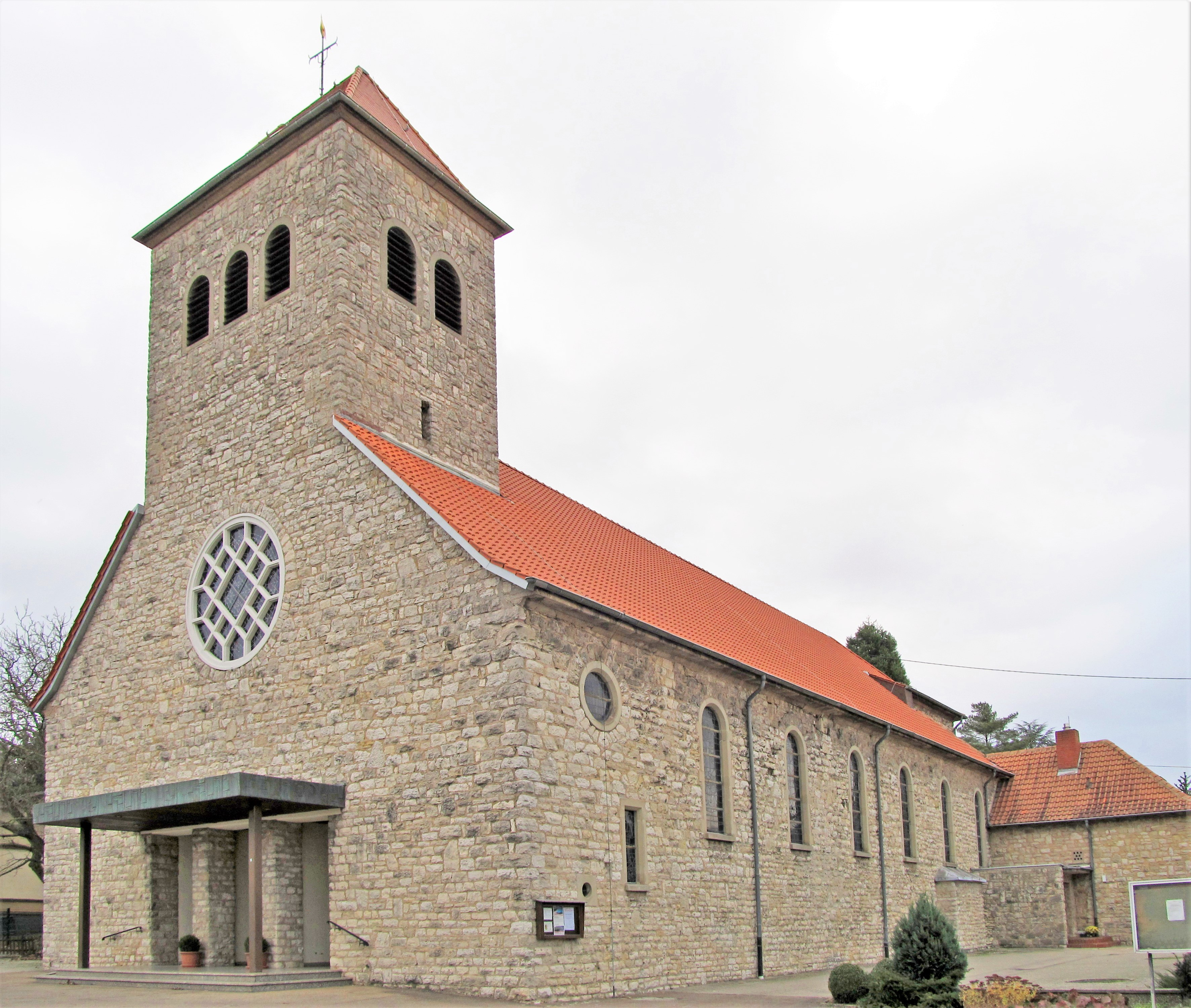
Die Kirche St. Lukas in Bliesransbach

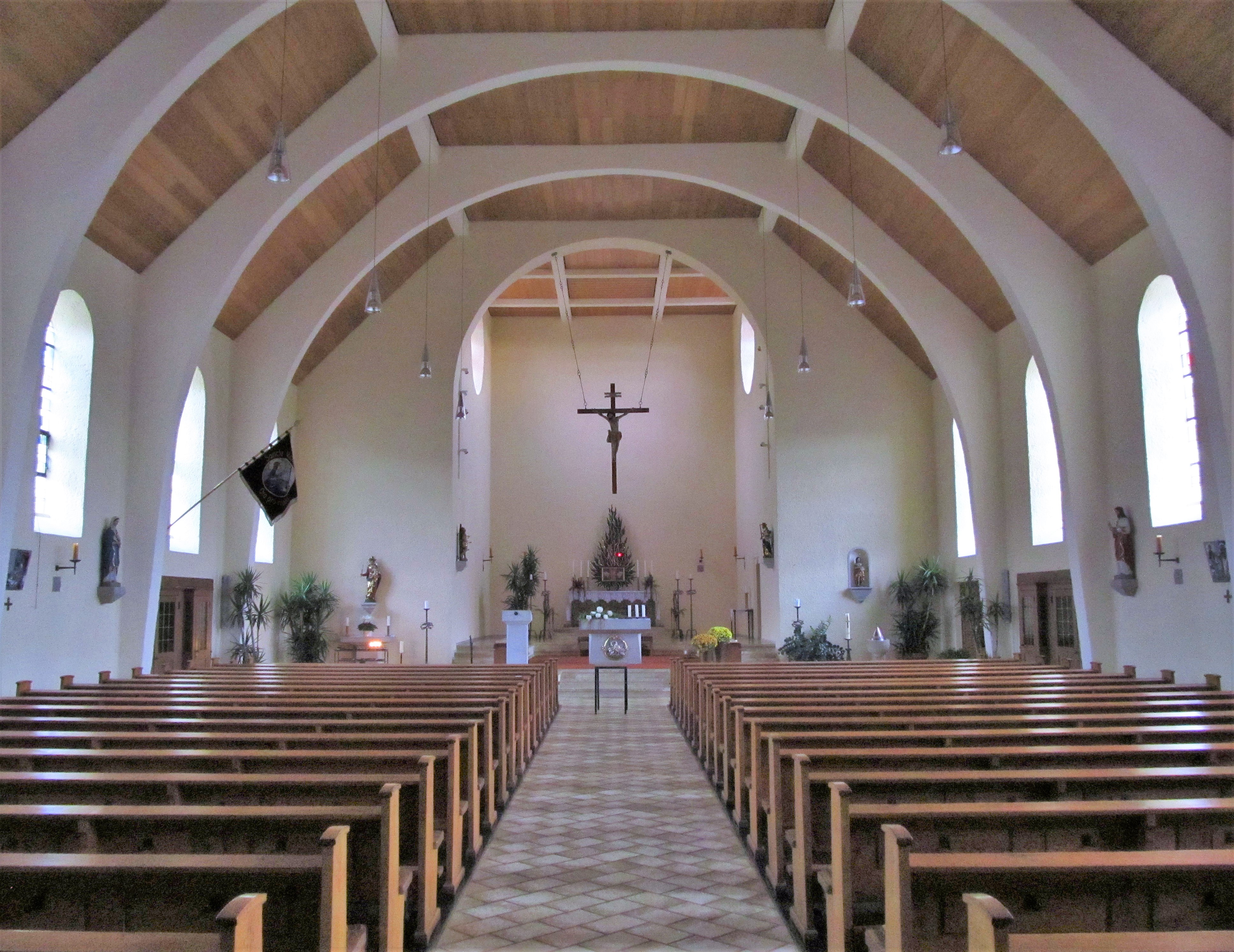
Blick ins Innere der Kirche

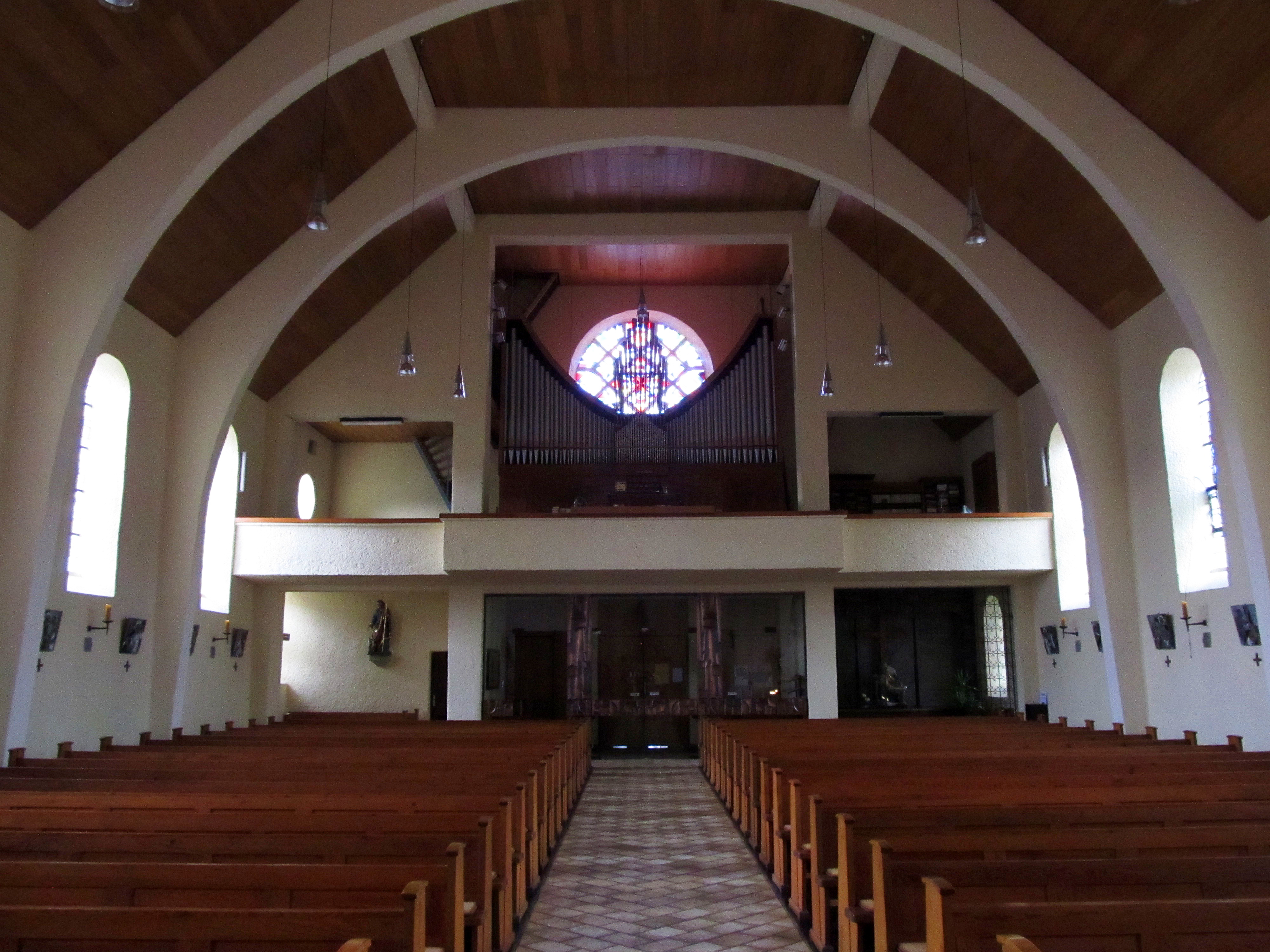
Blick vom Altarraum zur Orgelempore

Die Kirche St. Lukas ist eine katholische Pfarrkirche in Bliesransbach, einem Ortsteil der Gemeinde Kleinblittersdorf, Regionalverband Saarbrücken, Saarland. In der Denkmalliste des Saarlandes ist die Kirche als Einzeldenkmal aufgeführt.

## Geschichte
Die Bauarbeiten für die Kirche begannen im Jahr 1929. Für die Baupläne zeichnete Architekt Peter Marx (Trier) verantwortlich. Am 20. März 1932 wurde das fertiggestellte Gotteshaus zu Ehren der Muttergottes von der Himmelfahrt benediziert. Die Konsekration erfolgte am 16. Oktober 1933 durch den Trierer Weihbischof Antonius Mönch. Geweiht wurde die Kirche dem Evangelisten Lukas.
Im Zweiten Weltkrieg erlitt die Kirche Schäden, die in den Jahren nach dem Krieg bis 1950 durch teilweisen Wiederaufbau und Reparatur beseitigt wurden. In den 1970er Jahren war jedoch eine umfangreiche Renovierung des ganzen Gebäudes, sowohl innen als auch außen erforderlich. Im Rahmen dieser Renovierung erhielt die Kirche bis 1979 ein neues Dach, eine neue Heizungsanlage, eine Erweiterung der Sakristei und einen neuen Altar. Am 23. Dezember 1979 wurde die Kirche durch Weihbischof Carl Schmidt neu eingeweiht.

## Ausstattung
Zur künstlerisch wertvollen Ausstattung der Kirche gehören Figuren des 18. Jahrhunderts, sowie der Altar von 1979 mit Reliquien von Pius X. In den Hochaltar sind Reliquien vom Heiligen Faustinus und von Heiligen Trierer Märtyrern eingebracht.

## Orgel
Die Orgel der Kirche wurde 1953 als Opus 1035 von der Firma Johannes Klais Orgelbau (Bonn) als zweimanualiges Instrument mit 20 Registern erbaut. Das Kegelladen -Instrument ist auf einer Empore aufgestellt. Die Spiel- und Registertraktur ist elektropneumatisch. Die Disposition lautet wie folgt:
| I Hauptwerk C–g3 |                  |       |
| 1.               | Principal        | 8′    |
| 2.               | Lieblich Gedeckt | 8′    |
| 3.               | Spitzflöte       | 4′    |
| 4.               | Gemsquinte       | 2 ⁄3′ |
| 5.               | Nachthorn        | 2′    |
| 6.               | Mixtur IV        |       |
| 7.               | Schalmey         | 8′    |

| II Oberwerk C–g3 |                |    |
| 8.               | Rohrflöte      | 8′ |
| 9.               | Salicional     | 8′ |
| 10.              | Principal      | 4′ |
| 11.              | Blockflöte     | 4′ |
| 12.              | Schwegel       | 2′ |
| 13.              | Sesquialter II |    |
| 14.              | Scharff III    |    |
|                  | Tremulant      |    |

| Pedal C–f1 |                            |     |
| 15.        | Subbass                    | 16′ |
| 16.        | Principalbass              | 8′  |
|            | Gedecktbass (= Nr. 8)      | 8′  |
| 17.        | Choralbass                 | 4′  |
| 18.        | Flachflöte                 | 2′  |
|            | Fagott (ext. Nr. 7, ab c0) | 16′ |

- Koppeln:
  - Normalkoppeln: II/I, I/P, II/P,
  - Suboktavkoppeln: II/I
- Spielhilfen: 2 freie Kombinationen, Tutti, Crescendowalze, Zungeneinzelabsteller, Zimbelstern, Handregister, Auslöser

## Glocken
Im Jahr 1955 goss die Saarlouiser Glockengießerei in Saarlouis-Fraulautern, die von Karl (III) Otto von der Glockengießerei Otto in Bremen-Hemelingen und dem Saarländer Alois Riewer 1953 gegründet worden war, für St. Lukas vier Bronzeglocken mit den Schlagtönen: es′ – f′ – as′ – b′. Die Glocken haben folgende Durchmesser: 1314 mm, 1170 mm, 984 mm, 877 mm, und wiegen: 1450 kg, 1040 kg, 630 kg, 420 kg.